# St. Michael im Lungau
St. Michael im Lungau (Lungauer Dialekt: Michee) ist eine auf 1075 Metern Seehöhe gelegene Marktgemeinde im Salzburger Lungau und ist mit 3573 Einwohnern (Stand 1. Jänner 2024) die einwohnermäßig zweitgrößte Gemeinde im Bezirk.

## Geografie

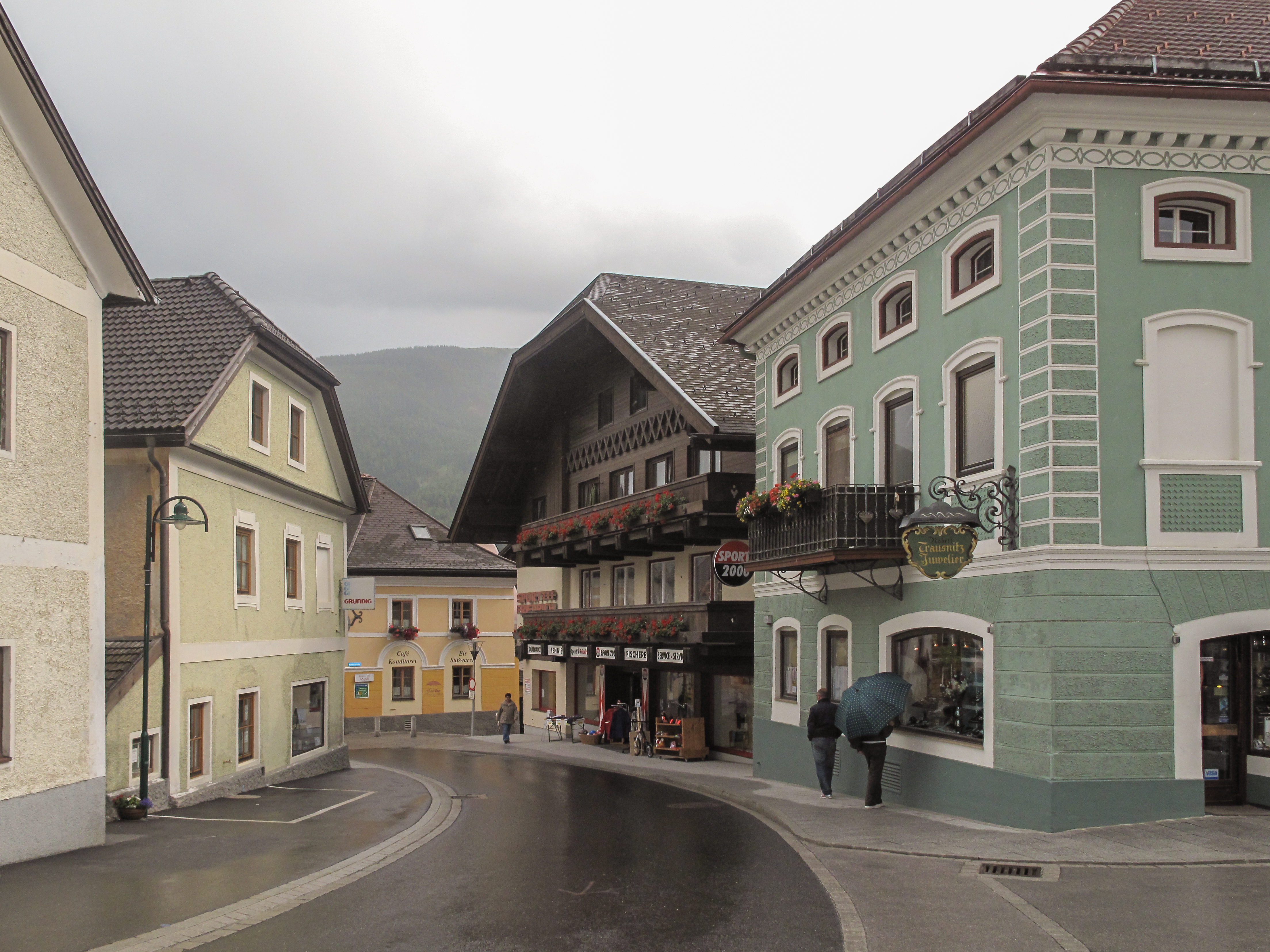
Eine Straße des Orts

St. Michael liegt in einem Tal an dem Fuße des Berges Speiereck. Im Süden befindet sich der Katschberg mit dem Katschbergpass und der Berg Aineck. Durch den Süden der Marktgemeinde fließt der Fluss Mur. Bis Ende Jänner 1962 gehörte die Gemeinde zum Gerichtsbezirk Sankt Michael im Lungau, seit dem 1. Februar 1962 ist sie Teil des Gerichtsbezirks Tamsweg.

### Klima
|                        | Jan   | Feb  | Mär  | Apr  | Mai  | Jun  | Jul  | Aug  | Sep  | Okt  | Nov  | Dez  |   |      |
| Mittl. Temperatur (°C) | −5,7  | −3,4 | 1,0  | 5,2  | 10,2 | 13,3 | 15,2 | 14,5 | 10,7 | 6,2  | 0,3  | −4,4 | ⌀ | 5,3  |
| Mittl. Tagesmax. (°C)  | 0,5   | 3,6  | 7,9  | 12,1 | 17,5 | 20,5 | 22,8 | 22,3 | 18,5 | 13,7 | 6,1  | 0,7  | ⌀ | 12,2 |
| Mittl. Tagesmin. (°C)  | −10,0 | −8,4 | −3,9 | −0,2 | 4,0  | 7,0  | 8,8  | 8,7  | 5,4  | 1,4  | −3,5 | −8,2 | ⌀ | 0,1  |
|                        |       |      |      |      |      |      |      |      |      |      |      |      |   |      |
| Niederschlag (mm)      | 31    | 27   | 38   | 43   | 76   | 96   | 136  | 121  | 87   | 76   | 66   | 43   | Σ | 840  |
|                        |       |      |      |      |      |      |      |      |      |      |      |      |   |      |
| Luftfeuchtigkeit (%)   | 66,9  | 53,8 | 47,1 | 44,3 | 45,6 | 45,6 | 46,1 | 48,4 | 49,6 | 55,2 | 62,9 | 71,3 | ⌀ | 53,1 |

| −10,0 |

| −8,4 |

| −3,9 |

| −0,2 |

| 4,0 |

| 7,0 |

| 8,8 |

| 8,7 |

| 5,4 |

| 1,4 |

| −3,5 |

| −8,2 |

| −10,0 |

| −8,4 |

| −3,9 |

| −0,2 |

| 4,0 |

| 7,0 |

| 8,8 |

| 8,7 |

| 5,4 |

| 1,4 |

| −3,5 |

| −8,2 |

### Gemeindegliederung
Das Gemeindegebiet umfasst folgende fünf Ortsteile (in Klammern Einwohnerzahl Stand 1. Jänner 2024):
- Höf (264)
- Oberweißburg (299)
- Sankt Martin (610)
- St. Michael im Lungau (2187)
- Unterweißburg (213)

Die Gemeinde besteht aus den Katastralgemeinden Höf, Oberweissburg, St. Martin im Lungau, St. Michael im Lungau und Unterweissburg.

## Geschichte
Im 5. Jahrhundert wurden die Römer durch die große Völkerwanderung aus dem Lungau verdrängt. Es tauchten die Slawen auf, deren Herrschaft circa 200 Jahre dauerte. Der Ortsteil Stranach stammt aus dieser Zeit.
Im 8. Jahrhundert drängten die Bajuwaren die Slawen zurück.
Im 12. Jahrhundert wurde die Pfarrkirche erbaut.
Im 13. Jahrhundert erhält das Erzstift zu Salzburg das Gebiet von St. Michael.
1499 eröffnete das Gasthaus Wastlwirt, welches heute als 4-Sterne-Hotel unter diesem Namen von Sebastian Baier in der sechsten Generation geführt wird.
Im 18. Jahrhundert kommt das Pflegschaftsgericht nach St. Michael, welches zum Schloss Moosham gehörte.
1822 entstand in St. Michael der erste Bau einer Glasbläserei.

## Politik

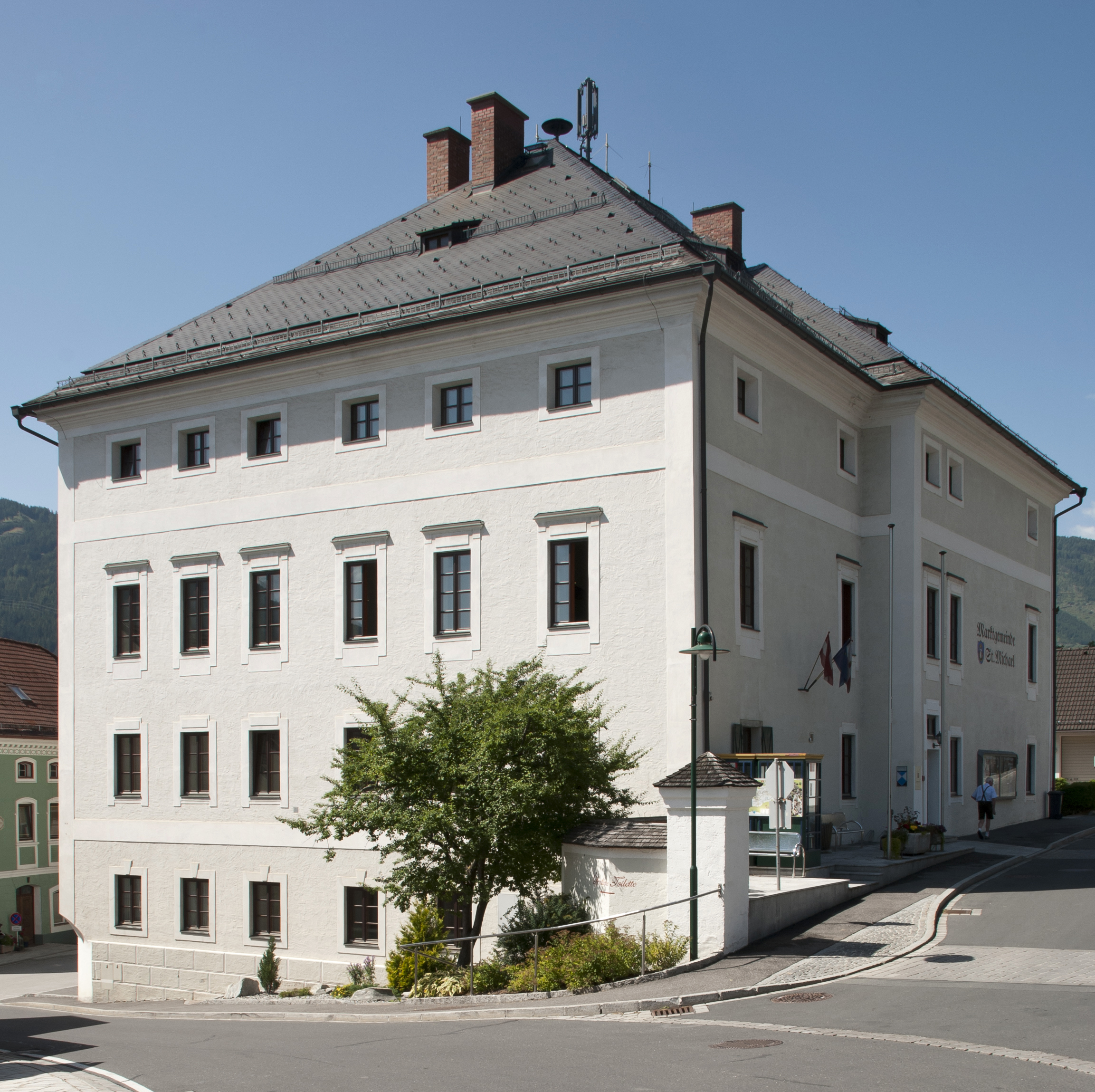
Gemeindeamt

### Gemeindevertretung
| Gemeinderatswahl 2024Wahlbeteiligung: 81,5 % 706050403020100 66,3 % (+3,1 %p)24,0 % (−3,3 %p)9,8 % (+0,3 %p) ÖVPSPÖFPÖ20192024 |

Die Gemeindevertretung hat insgesamt 21 Mitglieder.
- Mit den Gemeindevertretungs- und Bürgermeisterwahlen in Salzburg 1974 hatte die Gemeindevertretung folgende Verteilung: 8 SPÖ, 7 ÖVP,  und 4 FPÖ.
- Mit der außertourlichen Gemeindevertretungswahl am 21. September 1975 hatte die Gemeindevertretung folgende Verteilung: 8 SPÖ, ?
- Mit den Gemeindevertretungs- und Bürgermeisterwahlen in Salzburg 2004 hatte die Gemeindevertretung folgende Verteilung: 10 ÖVP, 8 SPÖ, und 3 FPÖ.
- Mit den Gemeindevertretungs- und Bürgermeisterwahlen in Salzburg 2009 hatte die Gemeindevertretung folgende Verteilung: 12 ÖVP, 7 SPÖ, und 2 FPÖ.
- Mit den Gemeindevertretungs- und Bürgermeisterwahlen in Salzburg 2014 hatte die Gemeindevertretung folgende Verteilung: 13 ÖVP, 6 SPÖ, und 2 FPÖ.
- Mit den Gemeindevertretungs- und Bürgermeisterwahlen in Salzburg 2019 hatte die Gemeindevertretung folgende Verteilung: 13 ÖVP, 6 SPÖ, und 2 FPÖ.
- Mit den Gemeindevertretungs- und Bürgermeisterwahlen in Salzburg 2024 hat die Gemeindevertretung folgende Verteilung: 14 ÖVP, 5 SPÖ und 2 FPÖ.[3]

### Bürgermeister
- 1974–1975 Richard Hochreiner (FPÖ)
- 1975 Gerhard Ortner (parteilos) (?)
- 1975–1979 Benedikt Schaiter (SPÖ)
- 1979–1982 Reinfried Pichler (FPÖ)
- 1982–1984 Franz Sampl (ÖVP)
- 1984–1990 Siegfried Gell (SPÖ)
- 1990–1994 Reinhold Wahlhütter (SPÖ)[4]
- 1994–2009 Wolfgang Fanninger (ÖVP)[5]
- seit 2009 Manfred Sampl (ÖVP)

### Wappen
Das Wappen der Gemeinde ist: „Im roten Felde auf grünem Berg (Boden) ein weißgekleideter heiliger Michael mit ausgebreiteten Flügeln, in der Rechten das Flammenschwert, in der Linken eine goldene Waage haltend.“

## Kultur und Sehenswürdigkeiten

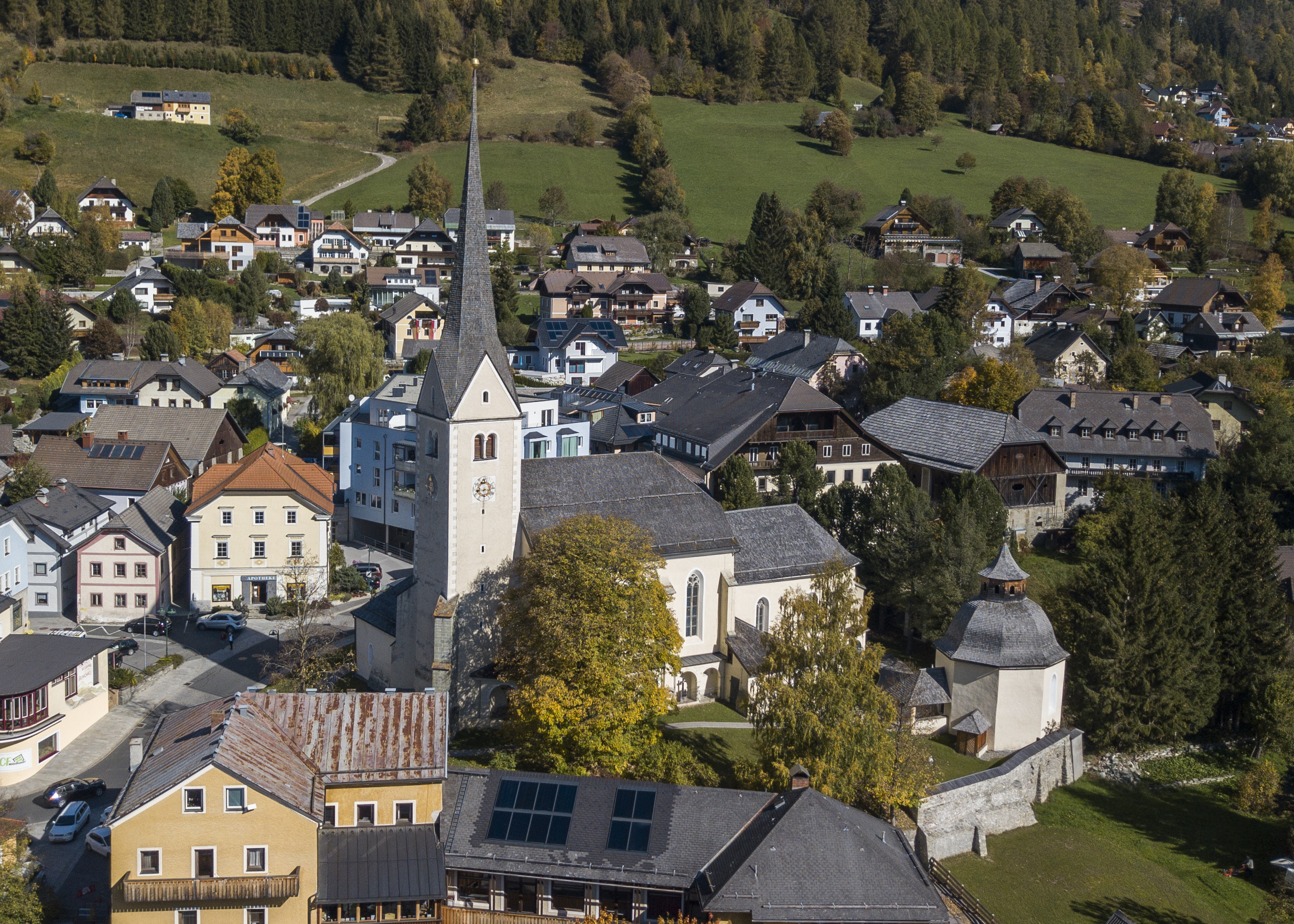
Pfarrkirche St. Michael im Lungau

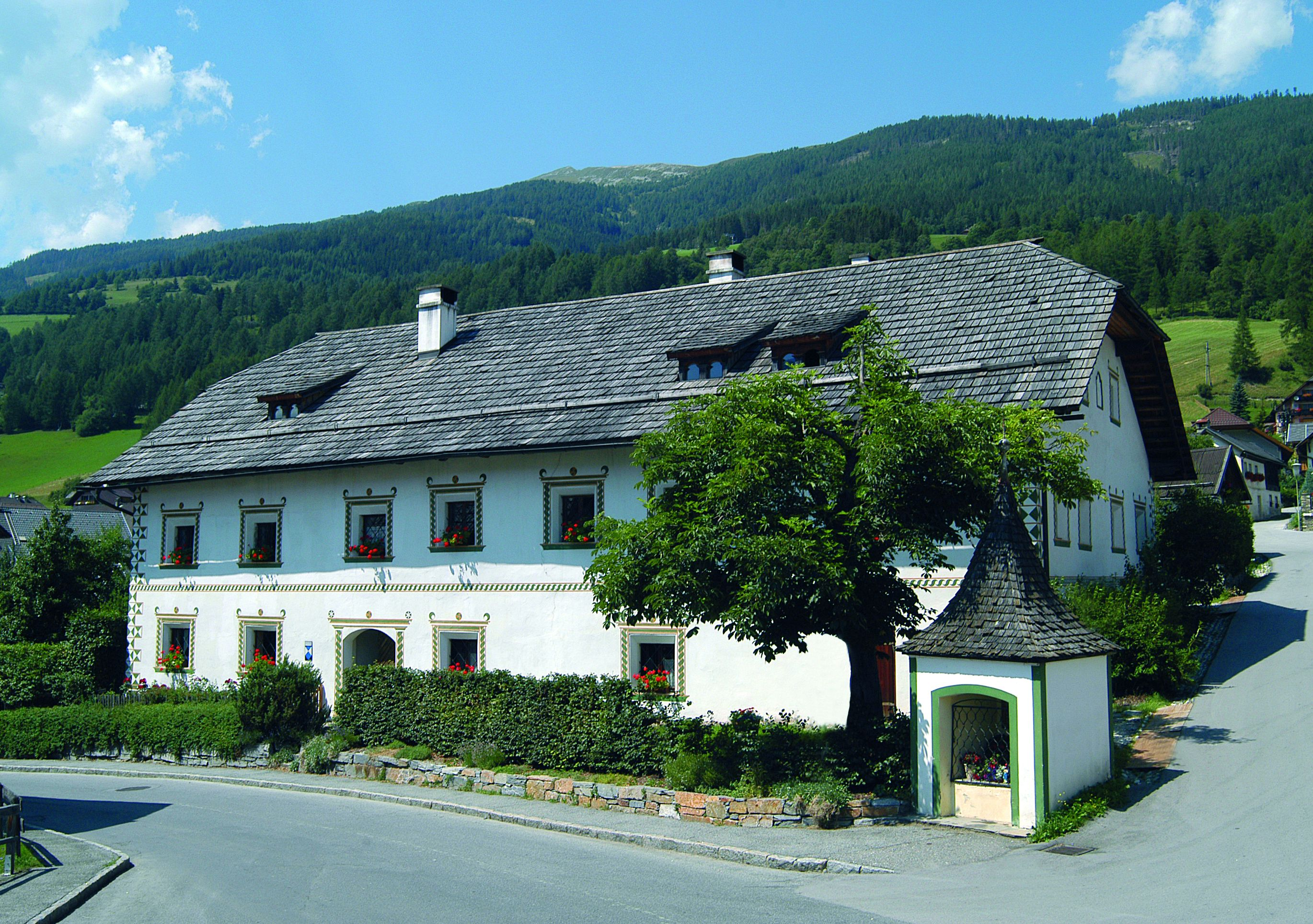
Heihsgut

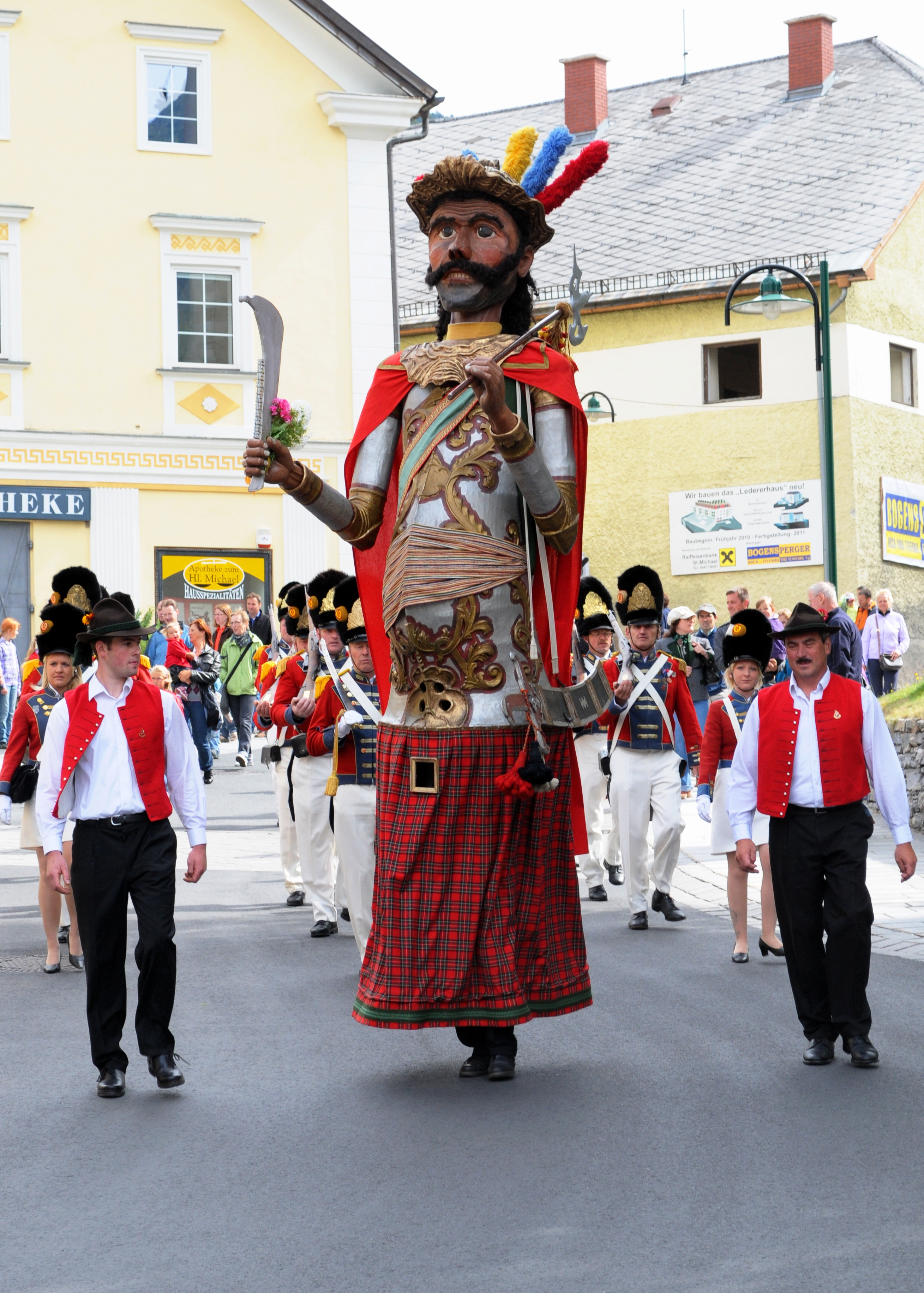
Samsonumzug

- Katholische Pfarrkirche St. Michael im Lungau
- Filialkirche St. Martin
- Filialkirche Oberweißburg
- Filial- und Wallfahrtskirche St. Ägidius
- Heihsgut
- Das Samsonbrauchtum ist ein sehr alter Brauch im Lungau, bei dem eine Riesenfigur umhergetragen wird.[6]

## Wirtschaft und Infrastruktur
Aufgrund der geographischen Lage ist St. Michael wichtiger Verkehrsknotenpunkt – die Mautstelle St. Michael befindet sich zwischen Katschberg- und Tauerntunnel. Haupteinkommensquelle ist jedoch der Tourismus.
Der Wintertourismus ist nicht nur in St. Michael sehr wichtig, sondern im gesamten Lungau. Der Aineck-Katschberg und der Hausberg Speiereck sind nur wenige Minuten entfernt. Die Busverbindungen in die restlichen Skigebiete sind sehr gut ausgebaut.

### Verkehr
- Straße: St. Michael liegt an der Tauernautobahn (A10) und an den Bundesstraßen B96 und B99. Somit ist St. Michael mit Salzburg, Villach, Radstadt und dem Katschberg verbunden.
- Bus: Der Ort St. Michael wird nur durch den Bus bedient. Es gibt Fahrten nach Salzburg, Tamsweg, Muhr, Katschberg und Radstadt.

### Vereine
- Freiwillige Feuerwehr St. Michael
- USK St. Michael
- Drachenfliegerclub Lungau
- FC Oberweißburg (Bezirksmeister 1996)
- FC St. Martin
- Le' Fond – Wirtschaftsförderungsverein
- Trachtenfrauen
- Männergesangsverein Oberweißburg
- Bürgermusik St. Michael
- Landjugend St. Michael

## Partnergemeinden
- seit 2000 Bad Leonfelden in Oberösterreich.[7]

## Persönlichkeiten
- Jakob Strucker (1761–1824), Schreiber in Diensten des Landesfürsten Hieronymus Graf Coloredo und Salzburger Landesverteidiger zur Zeit der Koalitionskriege
- Dagobert Peche (1887–1923), Kunstgewerbler
- Richard Hochreiner (1913–1991), FPÖ-Kommunalpolitiker und von 1974 bis 1975 Bürgermeister der Gemeinde
- Rudi Wilfer (1936–2022), Jazzmusiker, Komponist
- Überregional bekannt ist zudem die 1990 gegründete Dialektband Querschläger, die ihre Wurzeln im Lungau hat.